# Nothria
Nothria är ett släkte av ringmaskar som beskrevs av Anders Johan Malmgren 1867. Nothria ingår i familjen Onuphidae.

## Dottertaxa tillNothria, i alfabetisk ordning[1][2]
- Nothria abranchiata
- Nothria abyssala
- Nothria abyssia
- Nothria africana
- Nothria australatlantica
- Nothria benthophyla
- Nothria britannica
- Nothria cobra
- Nothria conchylega
- Nothria crassisetosa
- Nothria exigua
- Nothria fiordica
- Nothria geophiliformis
- Nothria grossa
- Nothria heterodentata
- Nothria hiatidentata
- Nothria hispanica
- Nothria holobranchiata
- Nothria hyperborea
- Nothria itoi
- Nothria lithobiformis
- Nothria mannarensis
- Nothria maremontana
- Nothria oblonga
- Nothria occidentalis
- Nothria ostuchiensis
- Nothria otsuchiensis
- Nothria paxtonae
- Nothria pycnobranchiata
- Nothria setosa
- Nothria solenotecton
- Nothria textor